# Sonronius
Sonronius — род цикадок из отряда Полужесткокрылых. 

## Описание
Цикадки размером 4-5 мм. Стройные, цилиндрические, с закругленной спереди головой и сглаженным переходом лица в темя. Для СССР указывалось 2 вида.
- Sonronius anderi (Ossiannilsson, 1948)
- Sonronius binotatus (Sahlberg, 1871)
- Sonronius dahlbomi (Zetterstedt, 1840)